# Els Pelgrom
Els Pelgrom (née Else Koch le 2 avril 1934 à Arnhem) est une auteure néerlandaise, essentiellement de livres pour enfants.

## Biographie
La famine aux Pays-Bas en 1944 la mena dans une ferme du Veluwe.
Elle fut l'épouse du sculpteur Karl Pelgrom (nl).

## Œuvres traduites en français
- Les Enfants de la huitième forêt
- J'irai toujours par les chemins
- Le Mont Éléphant
- L'Étrange voyage de Sophie

## Récompenses
- 1985 : Gouden Griffel

## Source de la traduction
- (nl) Cet article est partiellement ou en totalité issu de l’article de Wikipédia en néerlandais intitulé « Els Pelgrom » (voir la liste des auteurs).